# Repêchage d'expansion de la LNH 1999
Ne pas confondre avec le repêchage d'entrée dans la LNH 1999.
1998 2000
Le repêchage d'expansion de la LNH de 1999 fut celui des Thrashers d'Atlanta, la 28e franchise de la Ligue nationale de hockey. Ce repêchage se tient le 25 juin 1999 en prémisse du repêchage d'entrée qui se déroula à Boston dans l'État américain du Massachusetts. La première saison des Thrashers a été la saison 1999-2000 de la LNH.

## Procédure
Les Thrashers choisirent 26 joueurs, soit un de chaque équipe de la ligue excluant les Predators de Nashville puisque ceux-ci n'en étaient qu'à leur seconde saison. Chacune des équipes de la ligue avait alors deux possibilités afin de protéger leurs joueurs pour éviter que les Thrashers ne puissent les sélectionner : la première possibilité permettait aux équipes de protéger un gardiens de but, cinq défenseurs et neuf attaquants. La deuxième possibilité était de protéger deux gardiens, trois défenseurs et sept attaquants. De plus, les équipes de la ligue ayant perdu un gardien de but lors du repêchage d'expansion de 1998 se voyaient alors automatiquement assurées de conserver leurs gardiens.
Parmi tous les joueurs qui ne furent protégés par leurs équipes respectives, les Thrashers devaient sélectionner au moins trois gardiens, huit défenseurs et treize attaquants. 

## Choix des Thrashers d'Atlanta
Les choix sont listés par le nom de l'équipe pour qui les joueurs évoluaient lors de leurs sélections par Atlanta et non par l'ordre qu'ils furent réclamés.
| Joueur                    | Joueur           | Position |
| ------------------------- | ---------------- | -------- |
| Mighty Ducks d'Anaheim    | Jamie Pushor     | D        |
| Bruins de Boston          | Peter Ferraro    | AD       |
| Sabres de Buffalo         | Darryl Shannon   | D        |
| Flames de Calgary         | Ed Ward          | AD       |
| Hurricanes de la Caroline | Trevor Kidd      | G        |
| Blackhawks de Chicago     | Sylvain Cloutier | C        |
| Avalanche du Colorado     | Tomi Kallio      | AG       |
| Stars de Dallas           | Petr Buzek       | D        |
| Red Wings de Détroit      | Norm Maracle     | G        |
| Oilers d'Edmonton         | Kelly Buchberger | AD       |
| Panthers de la Floride    | Johan Garpenlöv  | AG       |
| Kings de Los Angeles      | Matt Johnson     | AG       |
| Canadiens de Montréal     | Brett Clark      | D        |
| Devils du New Jersey      | Kevin Dean       | D        |
| Islanders de New York     | David Harlock    | D        |
| Rangers de New York       | Chris Tamer      | D        |
| Sénateurs d'Ottawa        | Phil Crowe       | AD       |
| Flyers de Philadelphie    | Jody Hull        | AD       |
| Coyotes de Phoenix        | Mike Stapleton   | C        |
| Penguins de Pittsburgh    | Maksim Galanov   | D        |
| Blues de Saint-Louis      | Terry Yake       | C        |
| Sharks de San José        | Alekseï Iegorov  | AD       |
| Lightning de Tampa Bay    | Corey Schwab     | G        |
| Maple Leafs de Toronto    | Yannick Tremblay | D        |
| Canucks de Vancouver      | Steve Staios     | D        |
| Capitals de Washington    | Mark Tinordi     | D        |

## Transactions
Afin de s'assurer de conserver certains de leurs joueurs non protégés en vue du repêchage d'expansion, quelques équipes concluent des ententes de principes avec les Thrashers, ces derniers assurant les équipes de ne pas réclamer un joueur en particulier. En retour, les Thrashers obtenant un joueur supplémentaire par voie de transaction. Toutes ces transactions sont effectuées en retour de compensations futures.
- Les Sénateurs d'Ottawa offrent Damian Rhodes aux Thrashers le 18 juin 1999.
- Les Sabres de Buffalo offrent Dean Sylvester aux Thrashers le 25 juin 1999.
- Les Flames de Calgary offrent Andreas Karlsson aux Thrashers le 25 juin 1999.
- Les Red Wings de Détroit offrent Ulf Samuelsson aux Thrashers le 25 juin 1999.
- Les Devils du New Jersey offrent Sergueï Vychedkevitch aux Thrashers le 25 juin 1999.
- Les Coyotes de Phoenix offrent Scott Langkow aux Thrashers le 25 juin 1999.

### Après le repêchage
Parmi les joueurs sélectionnés lors du repêchage d'expansion, sept quittent la nouvelle équipe avant le début de la saison régulière :
- Trevor Kidd est échangé le jour même du repêchage aux Panthers de la Floride en retour de Gord Murphy, Daniel Tjärnqvist, Herberts Vasiļjevs et d'un choix de sixième tour au repêchage d'entrée de 1999.
- Peter Ferraro est échangé le jour même du repêchage aux Bruins de Boston en retour de Randy Robitaille.
- Phil Crowe est échangé le 26 juin 1999 aux Predators de Nashville en retour de compensations futures.
- Jamie Pushor est échangé le 15 juillet 1999 aux Stars de Dallas en retour de Jason Botterill.
- Terry Yake est réclamé au ballotage le 30 septembre 1999 par les Blues de Saint-Louis.
- Alekseï Iegorov est libéré par les Thrashers avant le début de la saison.
- Mark Tinordi annonce son retrait de la compétition avant le début de la saison.